# Порічки криваво-червоні
Порічки криваво-червоні, смородина криваво-червона (Ribes sanguineum) — листопадна рослина з родини аґрусових. 

## Поширення
Походять з західного узбережжя Північної Америки. Поширені (від центральної Британської Колумбії до центральної Каліфорнії).

## Опис

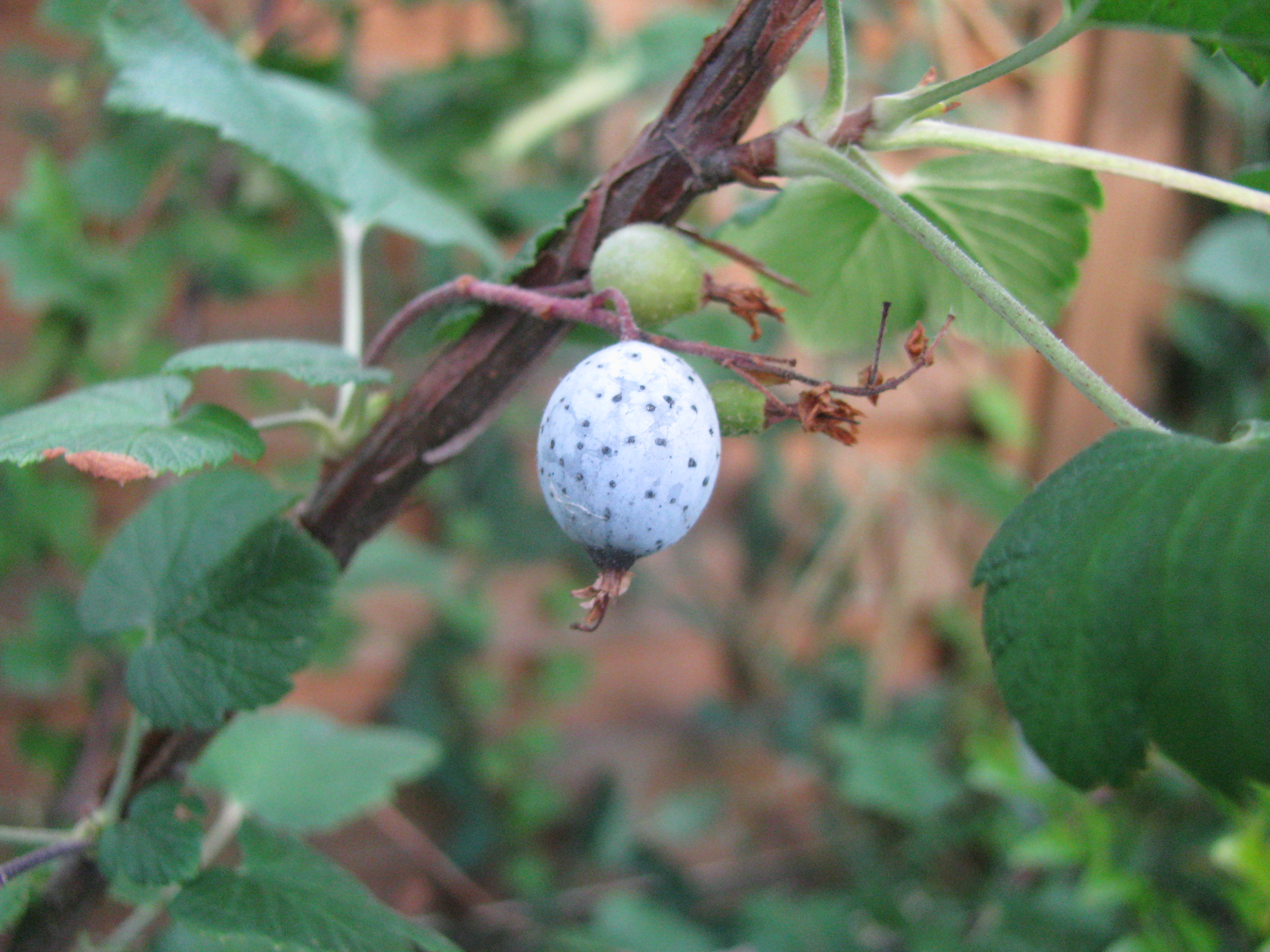
Порічки криваво-червоні, ягоди

Являє собою кущ, що може досягати 4 м заввишки. Кора темна, коричнево-сіра з добре помітними темнішими сочевичками коричневого кольору. Листки 2-7 см завдовжки, широкі, пальчасто розділені на 5 лопатей. Навесні молоді листки мають смолянистий запах. Цвітіння відбувається рано навесні одночасно з появою листя. Квіти (по 5-30) зібрані в китиці 3-7 см завдовжки, кожна квітка сягає 5-10 мм в діаметрі, має 5 червоних або рожевих пелюсток. Плід — темно-червона овальна ягода 1 см завдовжки, їстівна, але без смаку.
Рослину використовують як декоративну.